# Nguyễn Công Hoàng
Nguyễn Công Hoàng (sinh ngày 26 tháng 11 năm 1974) là bác sĩ, Đại biểu Quốc hội nước Cộng hòa xã hội chủ nghĩa Việt Nam. Ông hiện là Bí thư Đảng ủy Bệnh viện, Giám đốc Bệnh viện Đa khoa Trung ương Thái Nguyên, Phó Hiệu trưởng Trường đại học Y Dược Thái Nguyên, Phó Chủ tịch Hội Thầy thuốc trẻ Việt Nam, Chủ tịch Hội Thầy thuốc trẻ tỉnh Thái Nguyên, Đại biểu Quốc hội khóa XV từ Thái Nguyên.
Nguyễn Công Hoàng là đảng viên Đảng Cộng sản Việt Nam, học hàm và học vị Phó Giáo sư, Tiến sĩ Y khoa, Cao cấp lý luận chính trị. Ông có sự nghiệp hơn 25 năm trong ngành y, đồng thời tham gia hoạt động Quốc hội.

## Xuất thân và giáo dục
Nguyễn Công Hoàng sinh ngày 26 tháng 11 năm 1974 tại xã Huống Thượng, thành phố Thái Nguyên, tỉnh Thái Nguyên. Ông lớn lên và tốt nghiệp phổ thông 12/12, theo học trường Y từ năm 1992 và tốt nghiệp Bác sĩ Đa khoa vào năm 1998. Tháng 7 năm 1999, ông theo học chuyên khoa định hướng tai – mũi – họng tại Trường Đại học Y Hà Nội, hoàn thành vào tháng 2 năm 2000, tiếp tục học cao học ở trường Y Hà Nội từ tháng 6 cùng năm và nhận bằng Thạc sĩ Y khoa vào tháng 2 năm 2003. Sau đó, ông là nghiên cứu sinh rồi trở thành Tiến sĩ Vệ sinh xã hội học và Tổ chức y tế vào năm 2010. Ông được kết nạp Đảng Cộng sản Việt Nam vào ngày 23 tháng 10 năm 1998, trở thành đảng viên chính thức sau đó 1 năm, từng theo học các khóa chính trị ở Học viện Chính trị Quốc gia Hồ Chí Minh và tốt nghiệp Cao cấp lý luận chính trị. Hiện ông thường trú ở đường Lương Ngọc Quyến, phường Đồng Quang, thành phố Thái Nguyên, tỉnh Thái Nguyên.

## Sự nghiệp
Tháng 1 năm 1998, sau khi tốt nghiệp trường Y, Nguyễn Công Hoàng được Bệnh viện Đa khoa Trung ương Thái Nguyên nhận vào làm Bác sĩ Khoa Tai Mũi Họng. Ông đi học chuyên khoa định hướng cho đến tháng 3 năm 2000 thì được phân công làm Bác sĩ điều trị Khoa Tai Mũi Họng, rồi được bổ nhiệm làm Phó Trưởng khoa Tai Mũi Họng vào tháng 11 năm 2004. Tháng 4 năm 2010, ông được bầu làm Bí thư Chi bộ Khoa, được giao nhiệm vụ là Quyền Trưởng khoa, rồi chính thức là Trưởng khoa từ tháng 6 năm 2010. Tháng 8 năm này, ông được bầu làm Ủy viên Ban Chấp hành Đảng bộ Bệnh viện, Trưởng khoa Tai Mũi Họng kiêm Phó Trưởng phòng Hành chính quản trị của Bệnh viện. Tháng 1 năm 2012, ông được bổ nhiệm làm Phó Giám đốc Bệnh viện Đa khoa Trung ương Thái Nguyên, kiêm Trưởng khoa Tai Mũi Họng, là Phó Bí thư Đảng ủy Bệnh viện từ tháng 8 năm 2015. Giai đoạn này, ông cũng được điều tới Trường Đại học Y Dược, Đại học Thái Nguyên để tham gia giảng dạy, giữ vị trí Phó Trưởng bộ môn Tai Mũi Họng, bên cạnh đó là Phó Chủ tịch Hội Liên hiệp Thanh niên tỉnh Thái Nguyên, Chủ tịch Hội Thầy thuốc trẻ tỉnh Thái Nguyên từ tháng 6 năm 2016.
Tháng 3 năm 2018, Nguyễn Công Hoàng được phong hàm Phó Giáo sư ngành Y, được giao Phụ trách Bộ môn Tai Mũi Họng của Trường Đại học Y Dược Thái Nguyên, sang tháng 7 thì được bổ nhiệm làm Bí thư Đảng ủy, Giám đốc Bệnh viện Đa khoa Trung ương Thái Nguyên. Từ tháng 1 năm 2019, ông kiêm nhiệm vị trí Phó Hiệu trưởng Trường Đại học Y Dược Thái Nguyên, đồng thời là Phó Chủ tịch Hội Thầy thuốc trẻ Việt Nam. Năm 2021, ông được Ủy ban Trung ương Mặt trận Tổ quốc Việt Nam tỉnh giới thiệu tham gia ứng cử đại biểu quốc hội từ Thái Nguyên, bầu cử ở đơn vị bầu cử số 1 gồm huyện Đại Từ, Định Hóa, Phú Lương, rồi trúng cử Đại biểu Quốc hội khóa XV với tỷ lệ 74,74%.

## Sách
- Nguyễn Công Hoàng (2016). Viêm tai giữa mạn tính trẻ em và một số giải pháp tại cộng đồng. Hà Nội: Y học.
- Nguyễn Công Hoàng (2017). Tai mũi họng: Giáo trình dành cho đối tượng bác sĩ đa khoa. Hà Nội: Y học.
- Nguyễn Công Hoàng (2017). Bệnh học viêm mũi xoang. Hà Nội: Y học.